# Ясен вузьколистий
Ясен вузьколистий (Fraxinus angustifolia Vahl) – вид рослин родини маслинові (Oleaceae). лат. angustifolia — «вузьколистий».

## Опис
Дерево, досягає висот приблизно від 20 до 30 метрів зі стовбуром діаметром до 1,5 м. Кора гладка і блідо-сіра на молодих деревах, потім темно-сіра з тріщинами й горбками на старих деревах. Бруньки світло-коричневі, які легко відрізнити від суміжного ясена звичайного (чорні бруньки), навіть у зимовий період. Листки від 15 до 20 см завдовжки. Листки непарноперисті й складаються з 7–13 тонких листочків, які мають довжину від 3 до 8 см і шириною 1 до 2 см. Квіти в суцвіттях, які можуть бути чоловіки, гермафродити або змішані чоловічі й гермафродити. Цвіте на початку весни. Плоди, коли повністю сформовані 3-4 см в довжину, насіння 1.5-2 см з блідо-коричневими крилами довжиною 1,5-2 см.

## Поширення
Північна Африка: Алжир; [пн.] Марокко; Туніс. Азія: Афганістан; Іран; Ірак; Ізраїль; Йорданія; Ліван; Сирія; Туреччина; Туркменістан. Кавказ: Вірменія; Азербайджан; Грузія. Європа: Україна — Крим; Албанія; Болгарія; Колишня Югославія; Греція; Італія [вкл. Сардинія, Сицилія]; Франція [вкл. Корсика]; Португалія; Гібралтар; Іспанія. Натуралізований: Південна Африка — Західний Кейп, Австралія. Також культивується. Населяє краї потоків і тінисті змішані ліси, суглинні, глибокі й свіжі ґрунти; 0-1350 м. Морозостійкий вид, росте в основному в низинних лісах.